# Robert Atkinson Davis
Pour les articles homonymes, voir Robert Davis (homonymie), Atkinson et Anders.
Robert Atkinson Davis (né le 9 mars 1841 et décédé le 7 janvier 1903) était un homme d'affaires et homme politique canadien au Manitoba ; il a été premier ministre du Manitoba.